# Elezioni parlamentari a Saint Lucia del 2011
Le elezioni parlamentari a Saint Lucia del 2011 si tennero il 28 novembre per il rinnovo della Camera dell'assemblea.

## Risultati
| Liste                            | Voti   | %     | Seggi |
| -------------------------------- | ------ | ----- | ----- |
| Partito Laburista di Saint Lucia | 42 640 | 50,97 | 11    |
| Partito Unito dei Lavoratori     | 39 336 | 47,02 | 6     |
| Lucian People's Movement         | 163    | 0,19  | –     |
| National Democratic Movement     | 156    | 0,19  | –     |
| Lucian Greens                    | 17     | 0,02  | –     |
| Indipendenti                     | 1 343  | 1,61  | –     |
| Totale                           | 83 655 | 100   | 17    |